# Zonering i søer
 Denne artikel bør gennemlæses af en person med fagkendskab for at sikre den faglige korrekthed.
    Der er mange fagtermer som bør kontrolleres

Zonering i søer er en del af limnologi, læren om søer og vandløb.
Søer kan inddeles i horisontale og vertikale zoner. 
De horisontale zoner består af den littorale zone nær kysten og den pelagiske zone i det åbne vand.
Den vertikale zone kan inddeles i den fotiske zone, den afotiske zone og den bentiske zone. I den fotiske zone kan lyset trænge gennem vandet, og der forekommer primæreproduktion på grund af fotosyntesen. 
- I den fotiske zone finder man også epilimnion, der kategoriseres som overfladevandet.
- I den afotiske zone trænger kun lidt eller intet lys igennem, og her forekommer respiration. Den afotiske zone kan yderligere inddeles i metalimnion og hypolimnion: 
  - Metalimnion er mellemlaget eller springlaget under epilimnion.
  - Hypolimnion er en koldere lagdeling mod bunden.
- Den bentiske zone er bunden af søen hvor benthos forekommer, som er organismer der lever på bunden af søer, have og vandløb.[3]

| - Primære zoner for søer. Littoral eller kystnær zone − fotisk zone − afotisk zone - Søer lagdeles i tre separate sektioner: I. Epilimnion (overfladevandet) II. Metalimnion (springlaget) III. Hypolimnion (nederste lag)                                   |
| Skalaerne på illustrationen til højre bruges til at knytte hver sektion af lagdelingen til deres tilsvarende dybder og temperaturer. Pilen bruges til at vise vindens bevægelse over vandoverfladen, som igangsætter omsætningen i epilimnion og hypolimnion |